# Memphis lyceus
Espèce
Memphis lyceus est une espèce d'insectes lépidoptères (papillons) de la famille des Nymphalidae, de la sous-famille des Charaxinae et du genre Memphis.

## Dénomination
Memphis lyceus a été décrit par Herbert Druce en 1877 sous le nom initial de Paphia lyceus.

### Nom vernaculaire
Memphis lyceus se nomme Lyceus Leafwing en anglais.

## Description
Memphis lyceus est un papillon aux ailes antérieures à bord costal bossu, bord externe concave près de l'apex, angle interne en crochet et bord interne concave.
Le dessus du mâle est bleu foncé presque noir avec une partie basale bleu métallisé.
Le revers est marron roux et mime une feuille morte.

## Écologie et distribution
Memphis lyceus est présent au Costa Rica, en Colombie, en Bolivie et en Équateur.

### Protection
Pas de statut de protection particulier.